# شهرستان پینگجیانگ
شهرستان پینگجیانگ (به لاتین: Pingjiang County) یک منطقهٔ مسکونی در چین است که در یویونگ واقع شده‌است.